# Selliguea heterocarpa
Selliguea heterocarpa är en stensöteväxtart som först beskrevs av Bl., och fick sitt nu gällande namn av Bl. Selliguea heterocarpa ingår i släktet Selliguea och familjen Polypodiaceae. Inga underarter finns listade.